# Olympische Sommerspiele 1928/Wasserspringen
Bei den IX. Olympischen Sommerspielen 1928 in Amsterdam fanden vier Wettbewerbe im Wasserspringen statt, je zwei für Frauen und Männer. Austragungsort war das Olympisch Zwemstadion (Schwimmstadion), eine temporäre Anlage neben dem Olympiastadion.

## Bilanz

### Medaillenspiegel
| Platz | Land               | Gold | Silber | Bronze | Gesamt |
| ----- | ------------------ | ---- | ------ | ------ | ------ |
| 1     | Vereinigte Staaten | 4    | 3      | 2      | 9      |
| 2     | Ägypten            | –    | 1      | 1      | 2      |
| 3     | Schweden           | –    | –      | 1      | 1      |

### Medaillengewinner
| Konkurrenz        | Gold            | Silber           | Bronze           |
| ----------------- | --------------- | ---------------- | ---------------- |
| Kunstspringen 3 m | Pete Desjardins | Michael Galitzen | Farid Simaika    |
| Turmspringen 10 m | Pete Desjardins | Farid Simaika    | Michael Galitzen |

| Konkurrenz        | Gold                  | Silber          | Bronze          |
| ----------------- | --------------------- | --------------- | --------------- |
| Kunstspringen 3 m | Helen Meany           | Dorothy Poynton | Georgia Coleman |
| Turmspringen 10 m | Betty Becker-Pinkston | Georgia Coleman | Laura Sjöqvist  |

## Ergebnisse Männer

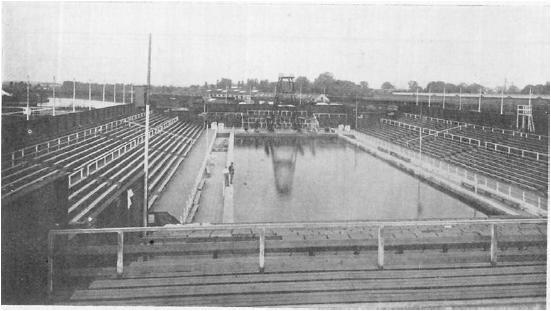
Schwimmstadion

### Kunstspringen 3 m
| Platz | Land | Sportler           | Platz- ziffer | Punkte |
| ----- | ---- | ------------------ | ------------- | ------ |
| 1     | USA  | Pete Desjardins    | 05,0          | 185,04 |
| 2     | USA  | Michael Galitzen   | 14,0          | 174,06 |
| 3     | EGY  | Farid Simaika      | 13,0          | 172,46 |
| 4     | USA  | Harold Smith       | 18,0          | 168,96 |
| 5     | GER  | Arthur Mund        | 29,5          | 154,72 |
| 6     | GER  | Ewald Riebschläger | 31,0          | 153,86 |
| 7     | CAN  | Alfred Phillips    | 32,5          | 149,48 |
| 8     | GER  | Heinz Plumanns     | 37,0          | 150,18 |
|       |      |                    |               |        |
| 20    | SUI  | Arthur Bischoff    | 35,0          | 100,14 |

Datum: 6. bis 8. August 1928 

23 Teilnehmer aus 15 Ländern

### Turmspringen 10 m
| Platz | Land | Sportler           | Platz- ziffer | Punkte |
| ----- | ---- | ------------------ | ------------- | ------ |
| 1     | USA  | Pete Desjardins    | 06            | 98,74  |
| 2     | EGY  | Farid Simaika      | 09            | 99,58  |
| 3     | USA  | Michael Galitzen   | 15            | 92,34  |
| 4     | USA  | Walter Colbath     | 21            | 85,78  |
| 5     | GER  | Ewald Riebschläger | 27            | 82,44  |
| 6     | GER  | Karl Schumm        | 28            | 80,54  |
| 7     | CAN  | Alfred Phillips    | 35            | 77,26  |
| 8     | GBR  | Albert Knight      | 41            | 72,22  |
| 9     | GER  | Julius Rehborn     | 43            | 67,78  |
|       |      |                    |               |        |
| 17    | AUT  | Josef Staudinger   | 26            | 73,32  |

Datum: 9. bis 11. August 1928 

24 Teilnehmer aus 12 Ländern

## Frauen

### Kunstspringen 3 m
| Platz | Land | Sportlerin          | Platz- ziffer | Punkte |
| ----- | ---- | ------------------- | ------------- | ------ |
| 1     | USA  | Helen Meany         | 06            | 78,62  |
| 2     | USA  | Dorothy Poynton     | 13            | 75,62  |
| 3     | USA  | Georgia Coleman     | 14            | 73,38  |
| 4     | GER  | Ilse Meudtner       | 22            | 67,42  |
| 5     | GER  | Margret Borgs       | 26            | 65,16  |
| 6     | GER  | Lini Söhnchen       | 34            | 63,28  |
| 7     | NED  | Truus Klapwijk      | 35            | 60,98  |
| 8     | NED  | Alida van Leeuwen   | 35            | 59,82  |
| 9     | AUT  | Klara Bornett       | 40            | 56,90  |
| 10    | NED  | Catharina Hesterman | 50            | 48,20  |

Datum: 9. August 1928 

10 Teilnehmerinnen aus 4 Ländern

### Turmspringen 10 m
| Platz | Land | Sportlerin            | Platz- ziffer | Punkte |
| ----- | ---- | --------------------- | ------------- | ------ |
| 1     | USA  | Betty Becker-Pinkston | 09,0          | 31,60  |
| 2     | USA  | Georgia Coleman       | 10,5          | 30,60  |
| 3     | SWE  | Lala Sjöqvist         | 13,5          | 29,20  |
| 4     | NED  | Marie Baron           | 21,0          | 27,20  |
| 5     | FIN  | Greta Onnela          | 25,0          | 26,00  |
| 6     | GER  | Hanni Rehborn         | 26,0          | 26,50  |
| 7     | GBR  | Belle White           | 22,5          | 27,80  |
| 8     | FRA  | Renée Cretté-Flavier  | 17,5          | 27,60  |
|       |      |                       |               |        |
| 17    | GER  | Margret Borgs         | 43,0          | 23,60  |

Datum: 10. und 11. August 1928
17 Teilnehmerinnen aus 8 Ländern